# Rara掲示板
Rara掲示板とは、レンタル画像掲示板サービス。無料版のFreeプラン、有料版としてPremium(プレミアム)プランとPro(プロ)プランとUltimate(アルティメット)プランがある。日本にある株式会社ローカナビ社によって運営されている。

## 特徴
Rara掲示板は、ウェブ上で全ての操作を行えるようデザインされている。会員制掲示板など用途に合わせたカスタマイズが可能、画像を再編集することなく投稿できる。

## サービス
無料で使用できるFreeプラン、有料版としてPremium・Pro・Ultimateが存在する。
https://rara.jp/(掲示板名) のアドレスで使用できる。無制限の投稿スペースと2000枚までの画像保存スペース。 が1ユーザーにつき貸与される。
有料版、Premium・Pro では広告を消去でき5000枚(Premium)・10000枚(Pro)・15000枚(Ultimate)までの画像保存スペースが使用可能となる。